# John Lawson (cầu thủ bóng đá)
John Richard Lawson (3 tháng 2 năm 1925 - 1990) là một cầu thủ bóng đá người Anh.

## Sự nghiệp
Lawson gia nhập York City from Dringhouses vào tháng 8 năm 1944. He sau đó gia nhập Scarborough.